# Damian Cudlin

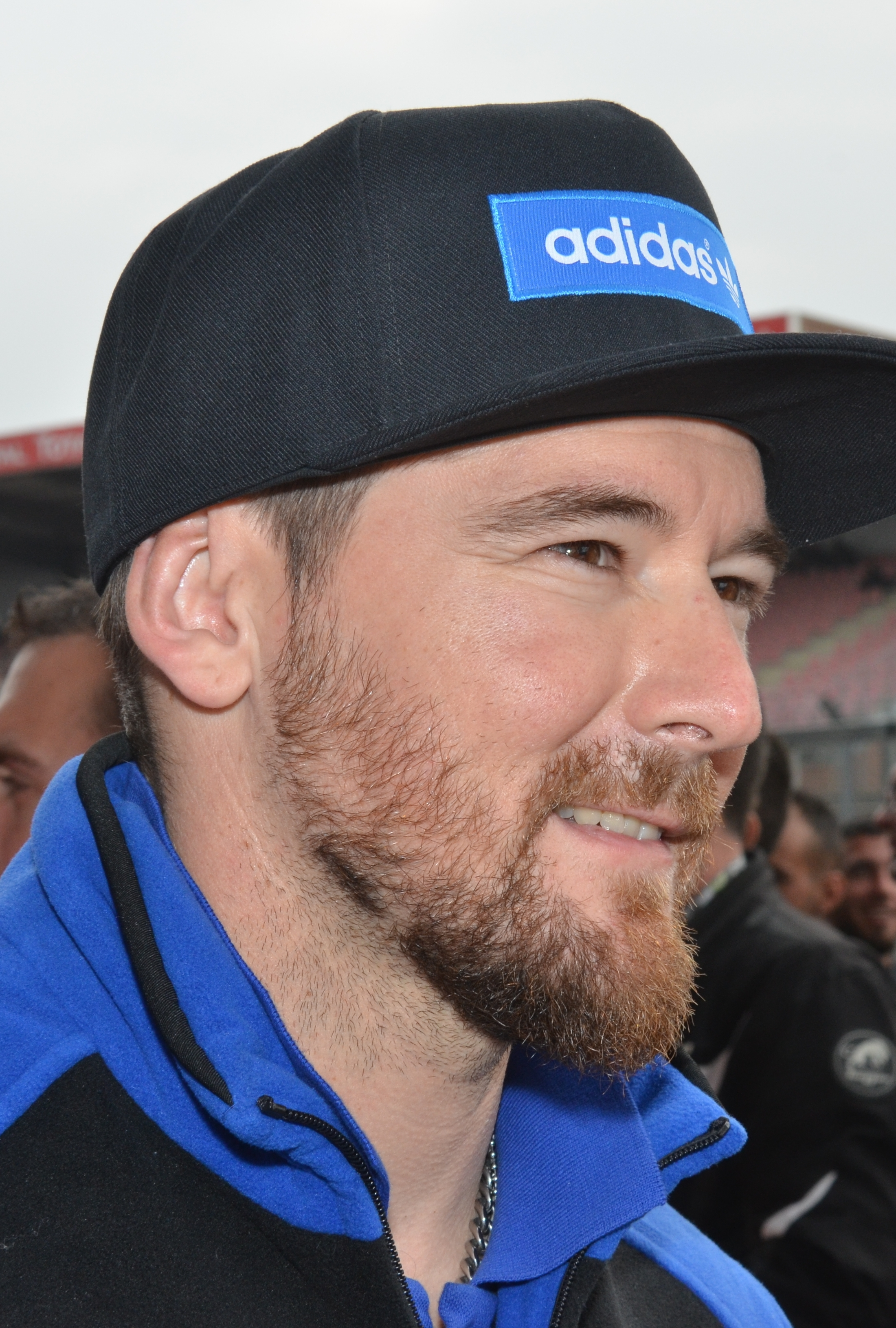
Damian Cudlin in 2015

Damian Shane Cudlin (Blacktown, 19 oktober 1982) is een Australisch motorcoureur.
Cudlin won het Australian Junior Sidecar Championship in 1995. Hierna won hij drie jaar achter elkaar het Junior Dirt Track-kampioenschap en in 1998 werd hij ook kampioen in de Junior Long Track. In 1999 eindigde hij als zesde in het Australische 125cc-kampioenschap, voordat hij in 2000 de Privateer-klasse van de Formula Xtreme won en zevende werd in het hoofdklassement. In 2001 eindigde hij als vijfde in het Australisch kampioenschap superbike.
In 2002 maakte Cudlin op een Yamaha zijn debuut in het wereldkampioenschap supersport tijdens zijn thuisrace op het Phillip Island Grand Prix Circuit als vervanger van Jim Moodie, maar finishte de race niet. In 2003 werd hij negende in het World Endurance Championship en in 2004 keerde hij terug in het Australisch kampioenschap superbike, waarin hij als zesde eindigde, alvorens in 2005 terug te keren naar het WEC, waarin hij achtereenvolgens als vierde, tweemaal derde, achtste en zevende eindigde. In 2008 nam hij tevens deel aan het Duitse IDM Supersport-kampioenschap en werd hier derde.
In 2010 maakte Cudlin zijn debuut in de Moto2-klasse van het wereldkampioenschap wegrace als vervanger van de geblesseerde Axel Pons op een Pons Kalex in de Grand Prix van Duitsland, waarin hij direct als zevende eindigde. Dat jaar werd hij ook kampioen in het Duitse IDM Supersport-kampioenschap. In 2011 maakte hij zijn MotoGP-debuut aan boord van een Ducati als vervanger van de geblesseerde Loris Capirossi in Japan en als vervanger van Héctor Barberá in Australië. In 2012 keerde hij terug naar de Moto2 op een Bimota als vervanger van Ángel Rodríguez in Nederland en Duitsland.
In 2013 keerde Cudlin terug in het wereldkampioenschap supersport tijdens de race op Istanbul Park op een Honda als vervanger van Matt Davies, maar viel uit. Later dat jaar keerde hij ook terug in de MotoGP op een PBM als vervanger van de naar Ducati vertrokken Yonny Hernández in de laatste vijf races van het seizoen, maar scoorde hier geen punten. In 2015 keerde hij terug in de MotoGP op een ART tijdens de Grands Prix van Australië en Maleisië als vervanger van de geblesseerde Alex de Angelis.